# کوسه کلوچه‌بر
کوسه کلوچه‌بر (نام علمی: Isistius brasiliensis) نام یک گونه از راسته خاردارکوسه‌سانان است.